# Гринфилд (Айова)
Гри́нфилд (англ. Greenfield) — город в штате Айова, США. Окружной центр округа Адэр. По данным переписи за 2010 год число жителей города составляло 1982 человека.

## Географическое положение
По данным Бюро переписи населения США город имеет общую площадь в 4,69 км².

## История
Территория вблизи Гринфилда была заселена в 1854. Земля под будущий город была куплена Милтоном Мангером. Гринфилд был назван в честь одноименного города в Массачусетсе. Город стал окружным центром в 1875 году. Гринфилд был инкорпорирован 22 мая 1876 года.
В городе находятся здание суда, построенное в 1891 году, и входящее в Национальный реестр исторических мест США, а также Музей Авиации Айовы и Зал Славы.

## Население
| Год переписи | Нас. |  | %±    |
| ------------ | ---- |  | ----- |
| 1880         | 684  |  | —     |
| 1890         | 1048 |  | 53,2% |
| 1900         | 1300 |  | 24%   |
| 1910         | 1379 |  | 6,1%  |
| 1920         | 1707 |  | 23,8% |
| 1930         | 1837 |  | 7,6%  |
| 1940         | 1869 |  | 1,7%  |
| 1950         | 2102 |  | 12,5% |
| 1960         | 2243 |  | 6,7%  |
| 1970         | 2212 |  | −1,4% |
| 1980         | 2243 |  | 1,4%  |
| 1990         | 2074 |  | −7,5% |
| 2000         | 2129 |  | 2,7%  |
| 2010         | 1982 |  | −6,9% |
| 2016         | 1843 |  | −7%   |

В 2010 году на территории города проживало 1982 человека (из них 47,8 % мужчин и 52,2 % женщин), насчитывалось 894 домашних хозяйств и 537 семей. На территории города было расположено 1000 построек со средней плотностью 213 построек на один квадратный километр суши. Расовый состав: белые — 98,0 %, коренные американцы — 0,1 %.
Население города по возрастному диапазону по данным переписи 2010 года распределилось следующим образом: 25,4 % — жители младше 21 года, 50,6 % — от 21 до 65 лет и 24,0 % — в возрасте 65 лет и старше. Средний возраст населения — 39,9 лет. На каждые 100 женщин в Гринфилде приходилось 91,5 мужчин, при этом на 100 совершеннолетних женщин приходилось уже 88,8 мужчин сопоставимого возраста.
Из 894 домашних хозяйств 60,1 % представляли собой семьи: 48,2 % совместно проживающих супружеских пар (16,6 % с детьми младше 18 лет); 8,5 % — женщины, проживающие без мужей, 3,4 % — мужчины, проживающие без жён. 39,9 % не имели семьи. В среднем домашнее хозяйство ведут 2,18 человека, а средний размер семьи — 2,81 человека. В одиночестве проживали 35,8 % населения, 18,4 % составляли одинокие пожилые люди (старше 65 лет).
В 2015 году из 1610 человек старше 16 лет имели работу 987. В 2014 году средний доход на семью оценивался в 60 278 $, на домашнее хозяйство — в 41,823 $. Доход на душу населения — 24 783 $ в год.